# Enallagma signatum
Enallagma signatum är en trollsländeart som först beskrevs av Hagen 1861.  Enallagma signatum ingår i släktet Enallagma och familjen dammflicksländor. Inga underarter finns listade i Catalogue of Life.

## Bildgalleri

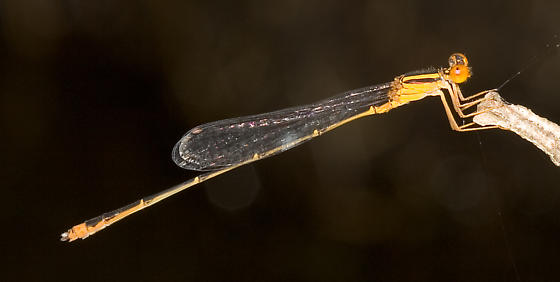